# Emil Albert Friedberg
Emil Albert Friedberg, född den 22 december 1837 i Konitz, Westpreussen (Chojnice i nuvarande Polen), död den 7 september 1910, var en tysk rättslärd, brorson till Heinrich von Friedberg.
Friedberg blev 1862 docent i Berlin, 1865 extra ordinarie professor i Halle, 1868 ordinarie professor i Freiburg im Breisgau och 1869 i Leipzig, vid vars universitet han till sin död innehade lärostolen i kyrkorätt, statsrätt och tysk rätt. 
Friedberg framträdde i striden mellan stat och kyrka som en grundlärd förfäktare av statens överhöghetsanspråk, dels i en rad skrifter, dels som medarbetare vid redigeringen av 1872 års preussiska kyrkolagar. 
Jämte Richard Wilhelm Dove redigerade Friedberg 1864-90 Zeitschrift für Kirchenrecht och utgav från 1891 jämte Emil Sehling Deutsche Zeitschrift für Kirchenrecht. 
Dessutom utgav Friedberg aktstycken om Första Vatikankonsiliet (1872) och om den gammalkatolska rörelsen (1876) samt en ny kritisk edition av Corpus juris canonici (två band, 1879-81).